# 2024年世界水泳選手権マダガスカル選手団
2024年世界水泳選手権マダガスカル選手団は、2024年2月2日から2月18日までカタールのドーハで開催された第21回世界水泳選手権のマダガスカル選手団、およびその競技結果。

## 選手団
- 人員: 選手 2人

## 選手名簿・結果
| 選手                         | 種目           | 予選      | 予選 | 準決勝   | 準決勝   | 決勝     | 決勝     |
| 選手                         | 種目           | 結果      | 順位 | 結果     | 順位     | 結果     | 順位     |
| ---------------------------- | -------------- | --------- | ---- | -------- | -------- | -------- | -------- |
| ジョナサン・ラハーヴェル     | 男子50m平泳ぎ  | 29秒02    | 42位 | 予選敗退 | 予選敗退 | 予選敗退 | 予選敗退 |
| ジョナサン・ラハーヴェル     | 男子100m平泳ぎ | 1分05秒08 | 59位 | 予選敗退 | 予選敗退 | 予選敗退 | 予選敗退 |
| イデアリ・テンドリナヴァロナ | 女子50m背泳ぎ  | 32秒44    | 50位 | 予選敗退 | 予選敗退 | 予選敗退 | 予選敗退 |
| イデアリ・テンドリナヴァロナ | 女子100m背泳ぎ | 1分09秒14 | 47位 | 予選敗退 | 予選敗退 | 予選敗退 | 予選敗退 |